# Coupe de France des clubs de duathlon
La coupe de France des clubs de duathlon est une compétition annuelle de duathlon créée en 1994 par la Fédération française de triathlon. À partir de 2004, elle est organisée et intégrée aux journées sportives initialement dédiées à la Coupe de France des clubs de triathlon créée en 1986, qui prend dès lors le nom de : « Coupe de France des clubs de triathlon et duathlon ».

## Histoire
La première édition de la coupe de France de duathlon se déroule à Moliets-et-Maa dans les Landes le 2 avril. Cette première édition se fait sur un format inédit. En équipe et en relais, sur une distance spécifique 1.5/9/1.5 pour tous les compétiteurs. Les cinq premiers hommes sont pris en compte chez les hommes, et les trois premières chez les femmes. Au départ de cette première édition, seuls trois clubs féminins sont engagés après le forfait d'Échirolles Triathlon à la suite du manquement d'un contrôle antidopage d'une de ses compétitrices principales. La compétition n'aura plus lieu les deux années suivantes.
Une autre édition a lieu en 1997 à Chaumont dans la Haute-Marne, mais la compétition revient en 1999 avec une nouvelle formule qui a déjà été éprouvée depuis sept ans sur la coupe de France des clubs de triathlon ; un format collectif entraînant la disparition du classement individuel en combinant les temps des challenges masculins et féminin pour un podium mixte.
Après deux années à Bourges, la compétition est programmée à Le Drennec dans le Finistère le 7 octobre 2001, mais une tempête sur le Nord-Ouest de la France fit annuler l'épreuve,.
À partir de 2004, elle est intégrée aux journées sportives initialement dédiées à la coupe de France des clubs de triathlon et se déroule selon les mêmes réglementations et critères de qualification.

## Palmarès coupe de France
Les tableaux présentent les résultats selon les évolutions de la réglementation des courses depuis la création de la coupe de France de duathlon pour les clubs, comprise à partir de 2004 dans la coupe de France des clubs de triathlon et duathlon.
- 1994 et 1997 : classement équipe relais club masculin et féminin
- Depuis 1999 : résultat challenge masculin et féminin donnant le podium de la coupe de France (sur un format contre la montre)
- Depuis 2004 : organisation conjointe avec la coupe de France de triathlon[8]

### 1994 et 1997
| Année | Lieu           | Hommes               | Hommes                | Hommes             | Femmes              | Femmes            | Femmes             |
| Année | Lieu           | Médaille d'or        | Médaille d'argent     | Médaille de bronze | Médaille d'or       | Médaille d'argent | Médaille de bronze |
| ----- | -------------- | -------------------- | --------------------- | ------------------ | ------------------- | ----------------- | ------------------ |
| 1994  | Moliets-et-Maa | Lourdes Triathlon    | Montpellier Triathlon | Box Triathlon      | Tricastin Triathlon | US Bergerac       | CSA Etap-Pau       |
| 1997  | Chaumont       | ASPTT Nice Triathlon | Tricastin Triathlon   |                    |                     |                   |                    |

### Depuis 1999
| 1999 | Bourges                | Échirolles Triathlon   |                         |                            |                 |                 |
| 2000 | Bourges                |                        | Échirolles Triathlon    |                            |                 |                 |
| 2001 | Le Drennec             | Épreuve annulée        | Épreuve annulée         | Épreuve annulée            | Épreuve annulée | Épreuve annulée |
| 2002 | Calais                 |                        |                         |                            |                 |                 |
| 2003 | Treignac               | TC Châteauroux 36      | COT Calais Saint-Omer   | Triath'lons                |                 |                 |
| 2004 | Vendôme                | COT Calais Saint-Omer  | Triath'lons             | Rennes Triathlon           |                 |                 |
| 2005 | Châteauroux            | TC Châteauroux 36      | COT Calais Saint-Omer   | Les Tritons Meldois        |                 |                 |
| 2006 | Châteauroux            | Les Tritons Meldois    | TC Châteauroux 36       | COT Calais Saint-Omer      |                 |                 |
| 2007 | Châteauroux            | TC Châteauroux 36      | COT Calais Saint-Omer   | OMS Issy-les-Moulineaux    |                 |                 |
| 2008 | Gruissan               | TC Châteauroux 36      | COT Calais Saint-Omer   | Les Tritons Meldois        |                 |                 |
| 2009 | Gruissan               | COT Calais Saint-Omer  | TC Châteauroux 36       | TOC Cesson-Sévigné         |                 |                 |
| 2010 | Parthenay              | TOC Cesson-Sévigné     | COT Calais Saint-Omer   | OMS Issy-les-Moulineaux    |                 |                 |
| 2011 | Parthenay              | Tri Saint Amand Dun 18 | COT Calais Saint-Omer   | OMS Issy-les-Moulineaux    |                 |                 |
| 2012 | Châteauroux            | Metz Triathlon         | Les Tritons Meldois     | OMS Issy-les-Moulineaux    |                 |                 |
| 2013 | L'Aiguillon-sur-Mer    | Metz Triathlon         | OMS Issy-les-Moulineaux | Team Noyon Triathlon       |                 |                 |
| 2014 | L'Aiguillon-sur-Mer    | Metz Triathlon         | OMS Issy-les-Moulineaux | Les Tritons Meldois        |                 |                 |
| 2015 | Nœux-les-Mines         | Metz Triathlon         | OMS Issy-les-Moulineaux | Les Tritons Meldois        |                 |                 |
| 2016 | Mouilleron-le-Captif   | Metz Triathlon         | OMS Issy-les-Moulineaux | Tri Val de Gray            |                 |                 |
| 2017 | L'Aiguillon-sur-Mer    | Metz Triathlon         | Evreux AC Triathlon     | US Palaiseau Triathlon     |                 |                 |
| 2018 | Montceau-les-Mines     | Metz Triathlon         | Les Tritons Meldois     | COT Calais Saint-Omer      |                 |                 |
| 2019 | Montluçon              | Les Tritons Meldois    | Metz Triathlon          | Montluçon Triathlon        |                 |                 |
| 2020 | Les Herbiers           | US Palaiseau Triathlon | Montluçon Triathlon     | Asptt Strasbourg Triathlon |                 |                 |
| 2021 | Muret                  | Les Tritons Meldois    | Poissy Triathlon        | COT Calais Saint-Omer      |                 |                 |
| 2022 | Saint-Pierre-d'Albigny | Gravelines Triathlon   | Montluçon Triathlon     | COT Calais Saint-Omer      |                 |                 |